# NGC 6007
NGC 6007 (również PGC 56309 lub UGC 10079) – galaktyka spiralna z poprzeczką (SBcd), znajdująca się w gwiazdozbiorze Węża. Odkrył ją Albert Marth 2 czerwca 1864 roku. Jest to galaktyka z aktywnym jądrem typu LINER.